# Les Comes (Súria)
Les Comes és una masia del municipi de Súria (Bages) protegida com a bé cultural d'interès local.

## Descripció

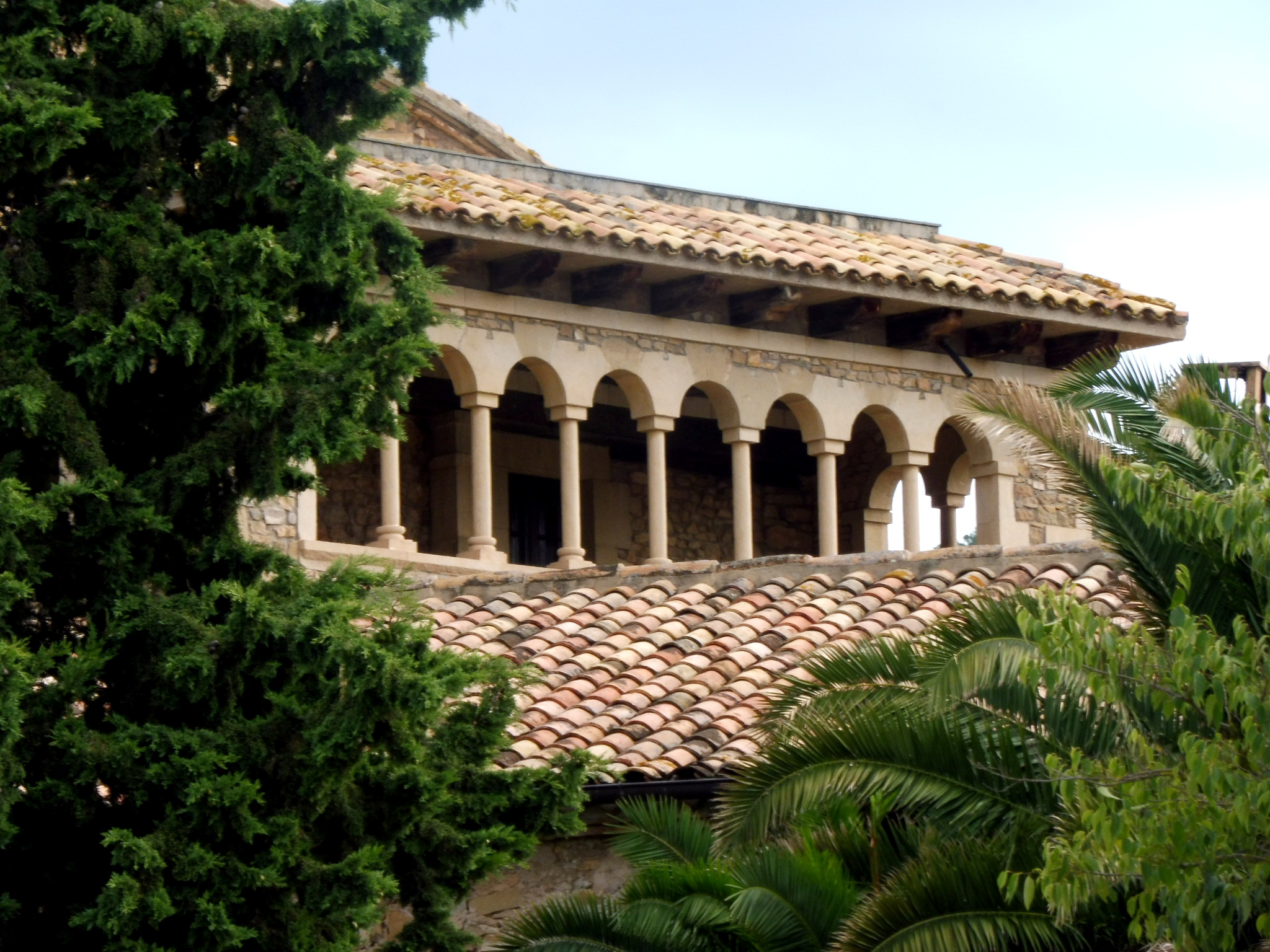
Detall de la balconada

La casa és aïllada enmig del camp, i actualment presenta un bon estat degut a la restauració a que ha estat sotmesa. Pràcticament conserva les mateixes característiques originàries. És una masia de grans dimensions amb un gran bloc central i un altre separat per l'utillatge i els animals. L'edifici principal presenta una estructura una mica irregular. Té planta baixa i dos pisos, i no hi falta la balconada amb arcs. La coberta és a dues aigües i de teules. La resta de la casa està realitzada amb carreus.

## Història
És un esquema que respon bé a les característiques de la masia catalana, i que per la seva antiguitat aporta dades importants per l'estudi evolutiu d'aquesta.